# Izjevsk

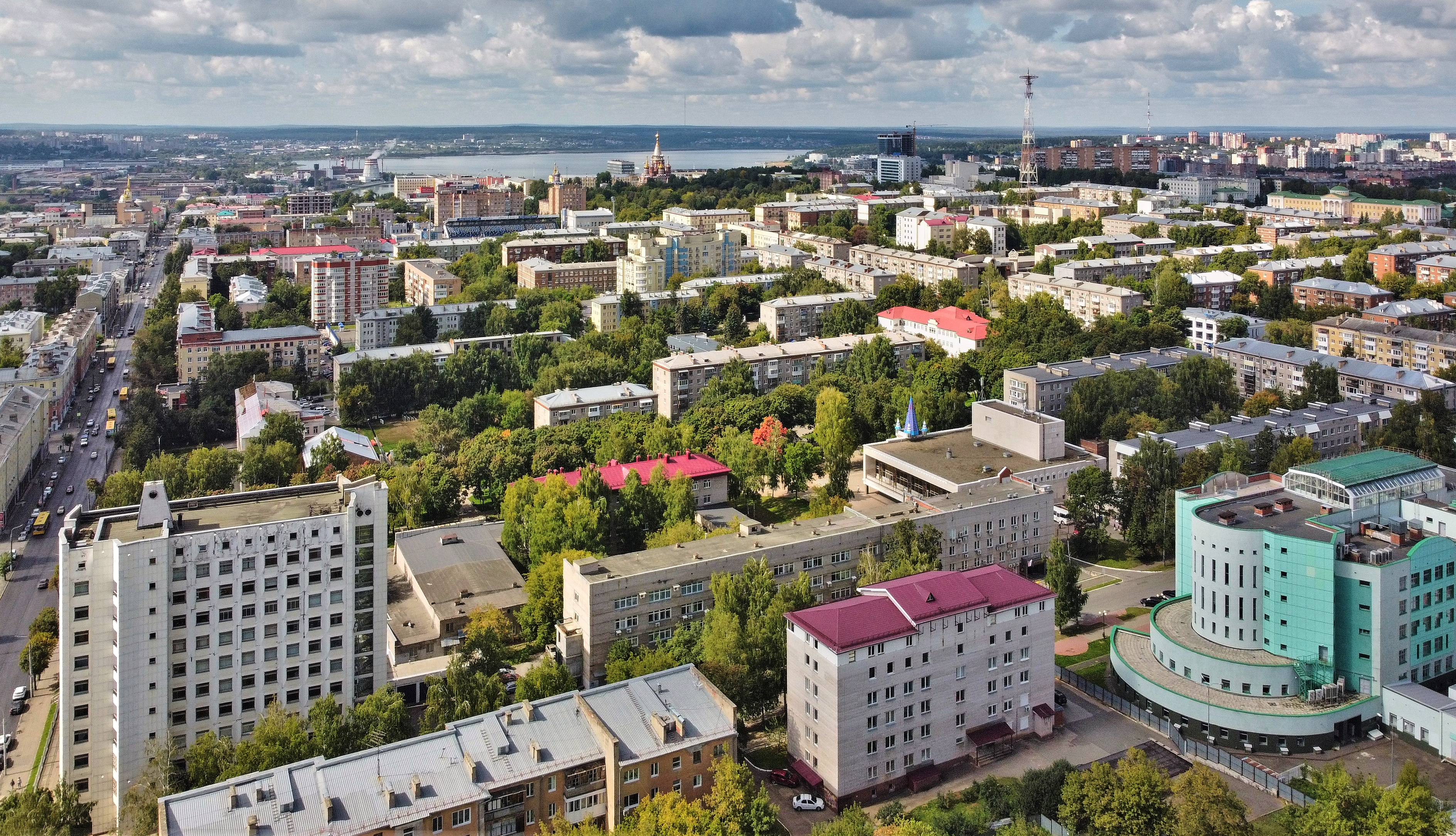
Izjevsk

Izjevsk (Russisch: Ижевск, Oedmoerts: Ижкар of Иж) is een stad in Rusland, hoofdstad van de autonome republiek Oedmoertië, gelegen aan de rivier de Izj.
In Izjevsk bevindt zich een van de beroemdste arsenalen van Rusland, waar Michail Kalasjnikov zijn beroemde AK-47-geweer ontwierp. Izjevsk is naast het industriële ook het culturele hart van Oedmoertië, zo bevinden er zich twee universiteiten, hogescholen, musea en theaters. Van 1984 tot 1987 heette de stad Oestinov (Устинов).

## Geschiedenis
In 1760 stichtte graaf Pjotr Sjoevalov - zonder officiële toestemming - de Izjevsk IJzerverwerkingsfabriek en bij de fabriek ontstond een dorp met dezelfde naam. Drie jaar later werd de fabriek door de staat ingenomen als aflossing van Sjoevalovs schuld. In 1774 werd de fabriek door de bende van Jemeljan Poegatsjov geplunderd en deels platgebrand.
In 1807 gaf tsaar Alexander I bij decreet opdracht tot het stichten van een nieuwe wapenfabriek in de Oeral, die in hetzelfde jaar op de locatie van de voormalige ijzerfabriek gebouwd werd.
Op 22 oktober 1905 vond de eerste politieke demonstratie onder de Rode Vlag in Izjevsk plaats. In maart 1917, net na de Februarirevolutie, werden een sovjet van arbeiders, boeren en militairen en een uitvoerend comité ingesteld. In de sovjet waren oorspronkelijk meerdere politieke partijen vertegenwoordigd, maar de bolsjewieken kregen de raad steeds meer in hun greep. In 1918-1919 werd Izjevsk na een massale antibolsjewistische opstand tot tweemaal toe bestormd door het Rode Leger. Een groot deel van de wapensmeden vluchtte, eerst naar Siberië, later naar China en de Verenigde Staten van Amerika.
In 1921 werd Izjevsk de hoofdstad van de nieuw opgerichte Wotjaakse autonome oblast, die in 1934 werd omgevormd tot Oedmoertse Autonome Socialistische Sovjetrepubliek.
In de herfst van 1941, de Tweede Wereldoorlog was in volle gang, werd een deel van de in de frontlinie liggende wapenindustrie overgebracht naar Izjevsk. Gedurende de oorlog werden er zo'n 12,5 miljoen vuurwapens geproduceerd in de fabriek IzjMech, die later door Michail Kalasjnikov bekend werd om zijn AK-47 (Avtomat Kalasjnikov model 1947).
In 1966 rolde de eerste in Izjevsk geproduceerde auto (IZj-Avto) van de band in de gelijknamige JSC IZj-Avtofabriek en in 1978 werd de stad onderscheiden met de orde van de Oktoberrevolutie. In de fabriek werden ook motorfietsen gemaakt (IZj), die in het buitenland onder de naam Cossack werden verkocht.
Eind 1984 beslisten de lokale partijleiders dat Izjevsk voortaan de naam Oestinov zal dragen, ter ere van Dmitri Oestinov, die tientallen jaren een belangrijke rol in de plaatselijke wapenindustrie speelde. De nieuwe naam hield echter niet lang stand: in 1987 kreeg de stad na massale protesten zijn oude naam terug.
In 2004 was Izjevsk de culturele hoofdstad van de Wolgaregio.

## Bezienswaardigheden
De Alexander Nevsky-kathedraal werd in de jaren 30 van de twintigste eeuw een bioscoop maar in 1994 werd het opnieuw ingewijd als kathedraal.
De Sint-Michaëlskathedraal werd in de jaren 30 van de twintigste eeuw afgebroken en tussen 2003 en 2007 volledig nieuw heropgebouwd.

## Onderwijs
Izjevsk is het wetenschappelijke en culturele centrum van Oedmoertië. Er zijn in totaal 320 kinderdagverblijven en lagere scholen voor ongeveer 32.000 kinderen. Circa 100 openbare scholen voorzien in gratis onderwijs voor ongeveer 100.000 leerlingen en studenten. Er is een breed aanbod van 2-jarig beroepsonderwijs. Ook zijn vier van de vijf institututen voor hoger onderwijs in Oedmoertie gevestigd in Izjevsk, waaronder de Staatuniversiteit van Oedmoertië. Laatstgenoemde vierde in 2006 haar 75ste jubileum.

## Klimaat
Izjevsk heeft een gematigd continentaal klimaat, met warme zomers en koude winters (die gepaard gaan met veel sneeuw).

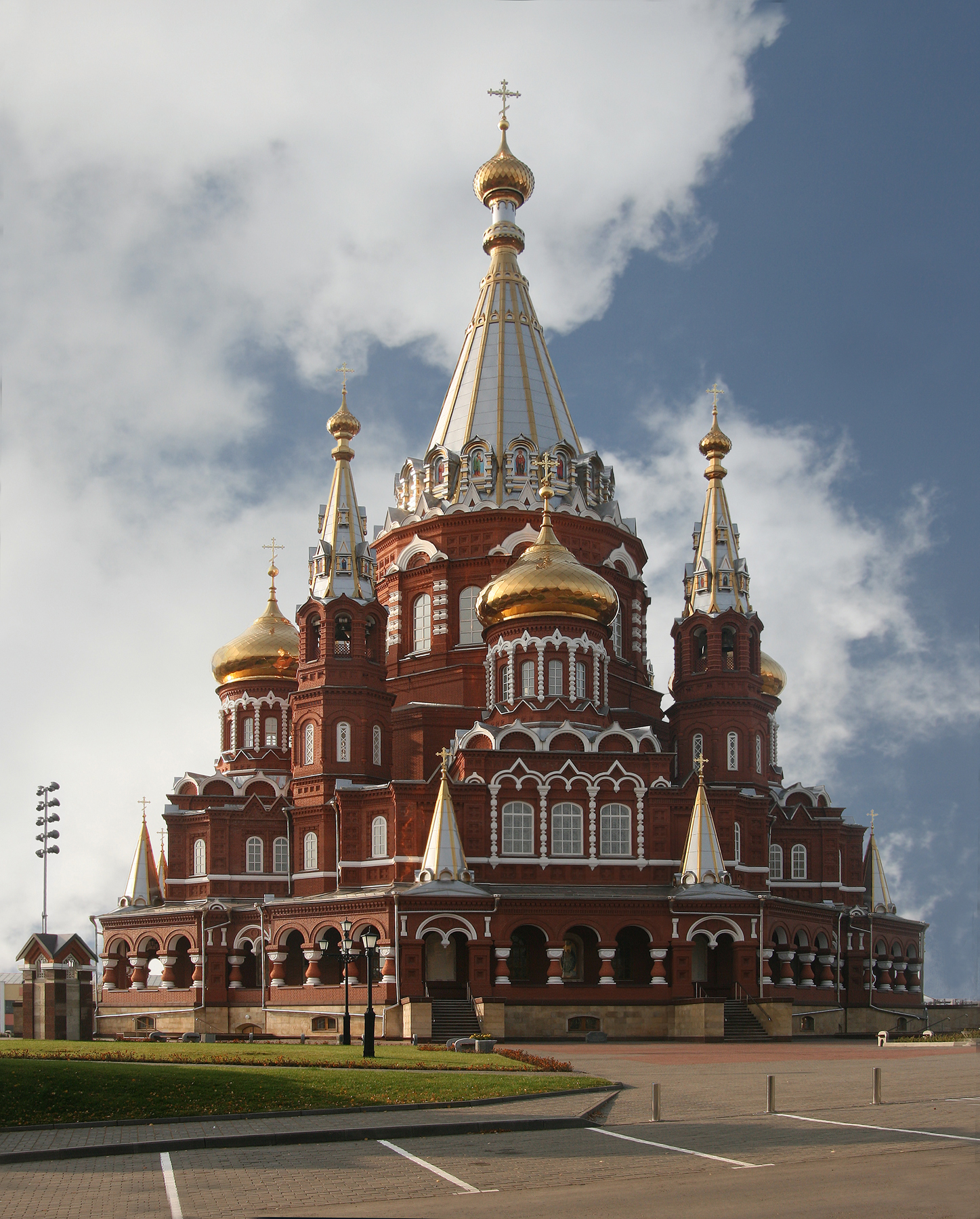
Sint-Michaëlskathedraal
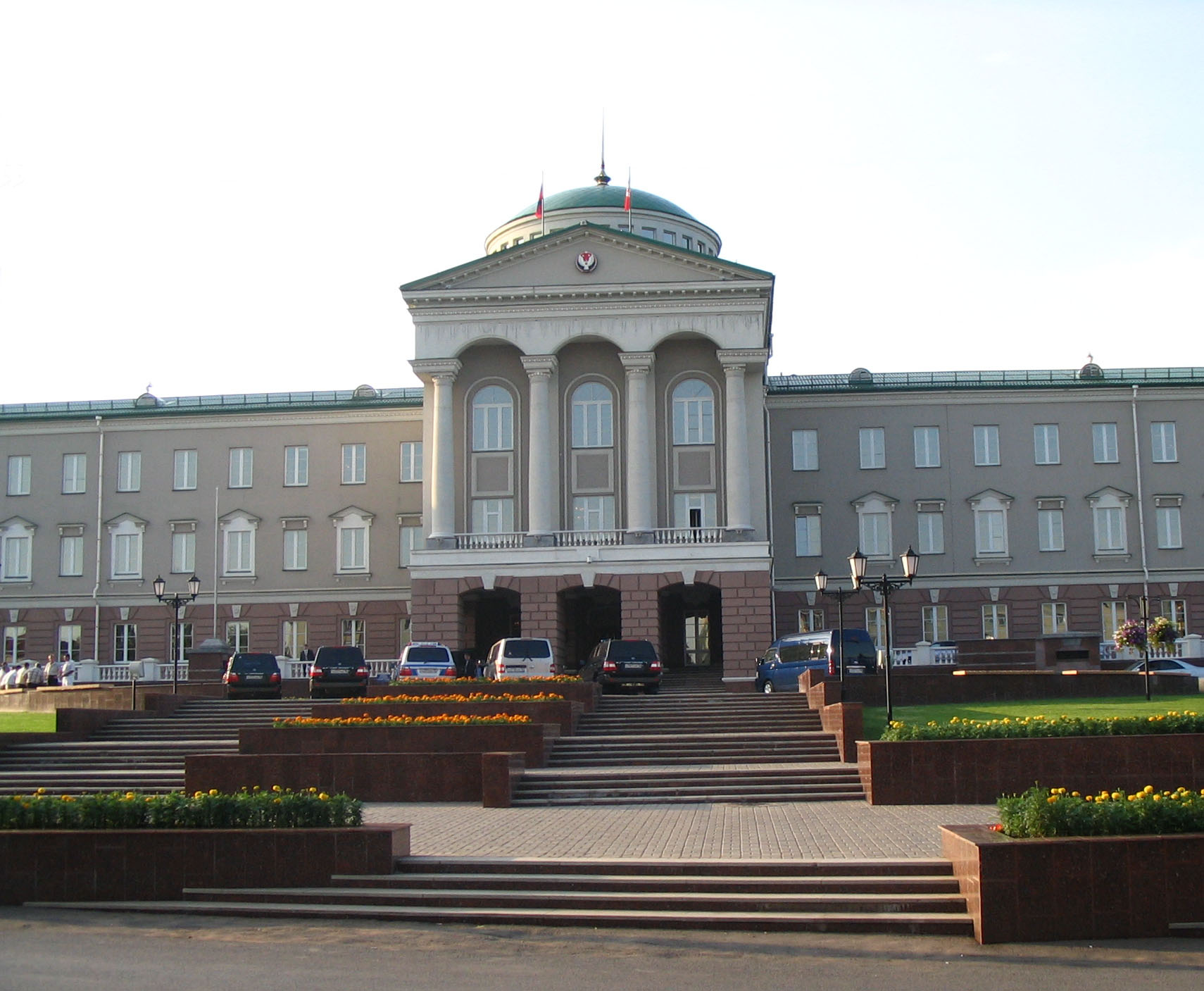
Presidentieel paleis

## Geboren
- Valeri Medvedtsev (1964), biatleet
- Aleksej Tsjizjov (1964), dammer
- Pavel Tonkov (1969), wielrenner
- Svetlana Boebnenkova (1973), wielrenster
- Maksim Maksimov (1979), biatleet
- Ivan Tsjerezov (1980), biatleet
- Andrej Kirilenko (1981), basketballer
- Aleksandr Arekejev (1982), wielrenner
- Maksim Belkov (1985), wielrenner
- Andrej Solomennikov (1987), wielrenner
- Maria Tsjerepanova (1987), basketbalspeelster
- Sergej Nikolajev (1988), wielrenner
- Alina Zagitova (2002), kunstschaatsster